# Jef Colruyt
Jozef Maria Damiaan « Jef », Baron Colruyt  (né le 18 octobre 1958 à Halle) est un homme d’affaires belge. En 1994, il succéda à son père, Jo Colruyt, à la tête de Colruyt, une entreprise de plus de 30 000 employés. Avec une fortune estimée à 2,521 milliards d'euros, il est l'une des personnes les plus riches de Belgique.

## Carrière
Il obtient en 1980 un bachelier en électromécanique au Hoger Technisch Instituut Ostende. Il fréquente ensuite l'université de Grenoble, réalise des stages dans l'entreprise familiale, puis obtient en 1985 un Bachelor of Science à l'université du Nord-Est. 
Après ses études, Jef Colruyt est représentant chez Dexion en 1985, une société spécialisée dans les systèmes logistiques. En 1986 et 1987, il est représentant chez Marchal Systems, une société spécialisée dans les pompes pour produits chimiques. 
En 1987, Jef Colruyt commence à travailler dans l'entreprise familiale. 
Lorsque son père Jo Colruyt décède inopinément en 1994, Jef Colruyt prend la direction opérationnelle de l'entreprise à 36 ans. Sous sa direction, Colruyt entre sur le marché français et de nouvelles formules de magasins ont été développées, telles que le magasin local OKay, le spécialiste des bébés DreamBaby, le spécialiste des jouets et des jeux DreamLand et le supermarché bio Bio-Planet. En 2003, Colruyt rachète Spar Belgique.  
Sous la direction de Jef Colruyt, Colruyt Group a également commencé à accorder une plus grande attention aux projets d’entrepreneuriat durable et de responsabilité sociale. La fondation Collibri pour l'éducation, la charte des transports, la charte relative au travail des enfants et aux conditions de travail en sont des exemples. La participation au parc éolien Northwind en témoigne également.

## Personnel
Jef est le fils de Jo Colruyt et le petit-fils de Franz Colruyt, fondateur de la société Colruyt. Il a été élu Manager de l'année par le magazine Trends Tendances en 2002, dix ans après son père, Jo. 
Jef Colruyt a été nommé citoyen d'honneur de la commune de Beersel en 2008.  
En 2013, il bénéficie d'une concession de noblesse héréditaire et du titre personnel de baron accordé par le roi Philippe.
Jef Colruyt s'intéresse beaucoup à la spiritualité et aux philosophies orientales. À la suite d'une crise cardiaque en 2007, il s’est ressourcé dans un monastère hindou de Bali. Il ne renonce pourtant pas à ses prérogatives aristocratiques, au contraire de Siddhartha Gautama. 